# Aclytia klagesi
Acerbia klagesi là một loài bướm đêm thuộc phân họ Arctiinae, họ Erebidae.